# روباه خاکستری (فیلم ۱۹۸۲)
روباه خاکستری (انگلیسی: The Grey Fox) یک فیلم زندگی‌نامه‌ای وسترن کانادایی است که در سال ۱۹۸۲ منتشر شد. این فیلم دربارهٔ یک راهزن آمریکایی دلیجان ملقب به «روباه خاکستری» است که نخستین راهزنی قطار خود در کانادا را در ۱۰ سپتامبر ۱۹۰۴ برنامه‌ریزی و اجرا کرد.

## خلاصه داستان
بیل ماینر، سارق دلیجان، دستگیر شده و به مدت ۳۳ سال زندانی می‌شود. وی سرانجام در سال ۱۹۰۱ آزاد شد. ماینر بی‌هدف و بدون داشتن مقصدی سرگردان است، مردی که برای سدهٔ جدید، وصله‌ای ناجور بوده و موقعیتی ندارد. تا اینکه روزی فیلم سرقت بزرگ قطار را می‌بیند و تحت تأثیر آن، تصمیم می‌گیرد تا در زندگی واقعی آن را اجرا کند. پس از چند تلاش ناموفق، او با موفقیت قطاری را سرقت می‌کند و در یک شهر معدنی دربریتیش کلمبیا به‌دور از چشم مأموران پنهان می‌شود و به یک شهروند محترم مبدل می‌شود. او در آنجا با کاترین فلین، فمینیست و عکاس پیشگام آشنا می‌شود و عاشق او می‌شود. او فکر می‌کند که با او تشکیل خانواده داده و سرو سامان بگیرد، اما آخرین سرقتش که ناموفق است، موجب سقوط و انحطاط او می‌گردد. روباه خاکستری همان‌طور که از لقبش پیداست، با شروع تیتراژ پایانی از زندان فرار می‌کند.

## گزیدهٔ بازیگران
- ریچارد فارنزورث
- جکی باروز
- کن پوگ
- وین رابسن
- تیموتی وبر
- گری راینکی
- شان سالیوان